# James Churchward

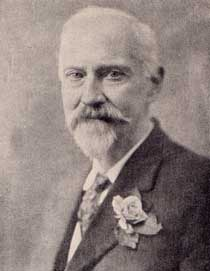
James Churchward

James Churchward (Bridestowe, Okehampton, 27 februari 1851 - 4 januari 1936) was een Brits occult schrijver, uitvinder, ingenieur en visser. Hij is vooral bekend om zijn theorie over het verzonken continent Mu in de Grote Oceaan. Zijn werken over Mu worden beschouwd als pseudowetenschap.

## Biografie
Hij was de zoon van Henry en Matilda (geboren Gould) Churchward. Hij had vier broers en zussen. Toen zijn vader in november 1854 overleed, trok de familie in bij Matilda's ouders. Toen zijn grootvader stierf (James was 18 jaar), verhuisde het gezin naar Londen.
Hij had een theeplantage in Sri Lanka voor hij in de negentiger jaren van de 19e eeuw naar de Verenigde Staten kwam. Hij was er bevriend met Augustus Le Plongeon en zijn vrouw. Hij nam een patent op NCV Steel, waarmee schepen in de Eerste Wereldoorlog werden bepantserd. In 1914 trok Churchward zich terug op zijn landgoed aan Lake Wononskopomuc in Lakeville, Connecticut. In 1926, op 75-jarige leeftijd, gaf hij The Lost Continent of Mu: Motherland of Man (het verloren continent Mu:moederland van de mensheid) uit.

## Mu

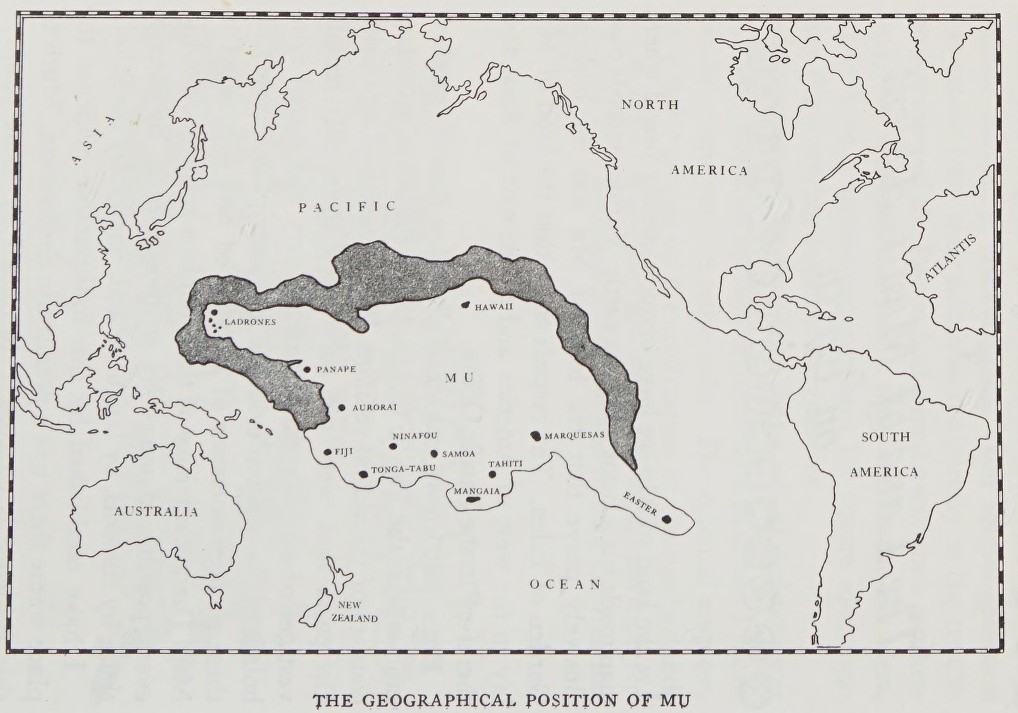
Kaart van Het Verdwenen Continent Mu, door James Churchward (1926). 'Voor een westelijke of een noordelijke kustlijn is geen basis te vinden (..) [ik denk] dat het land veel verder noordelijk doorliep dan is aangegeven.'

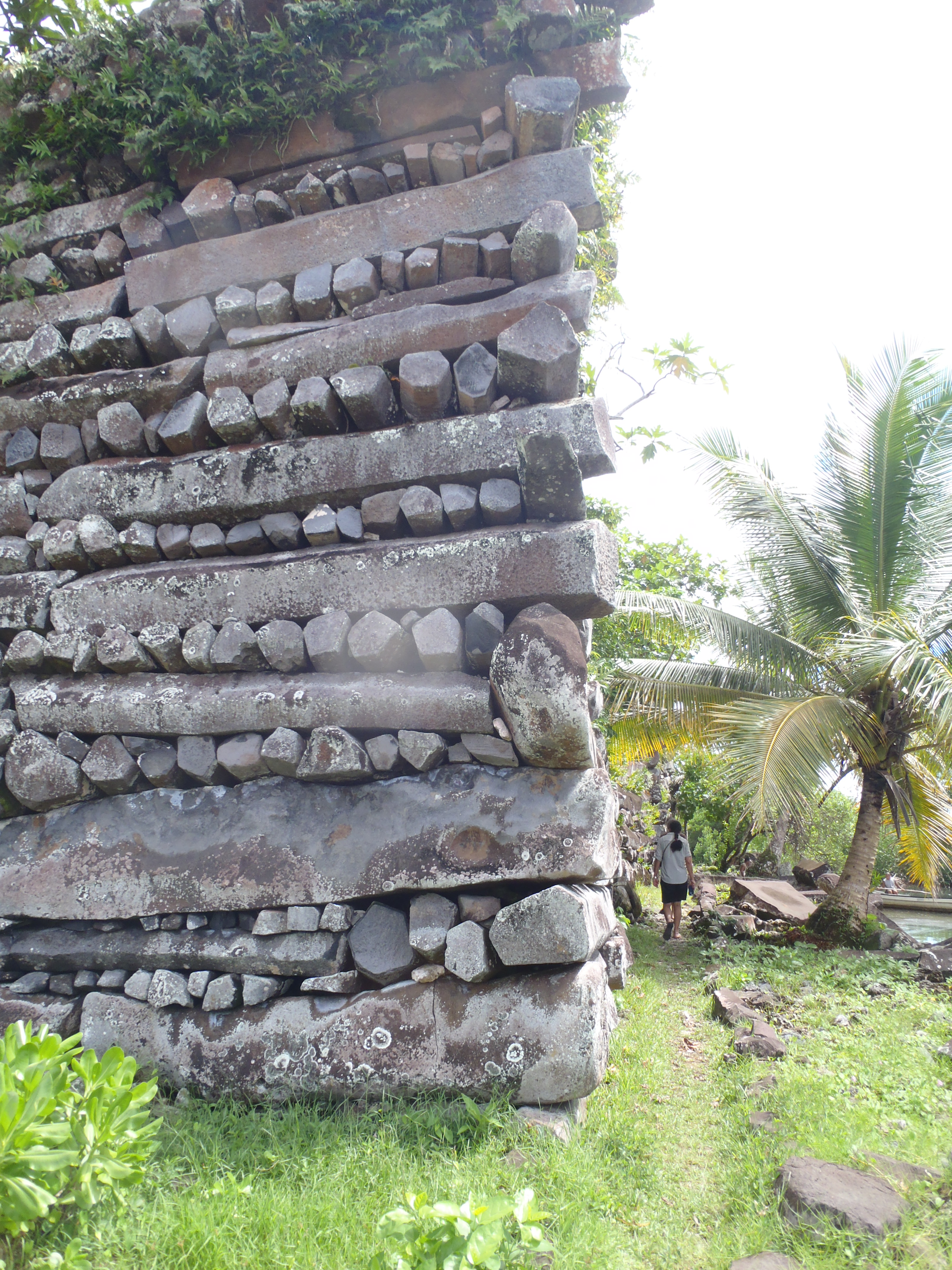
Megalithische site van Nan Madol van Pohnpei in Micronesië, het Panape dat Churchward beschreef als 'een van de zeven heilige hoofdsteden van het Moederland Mu'. Feitelijk dateren de constructies van eind dertiende eeuw

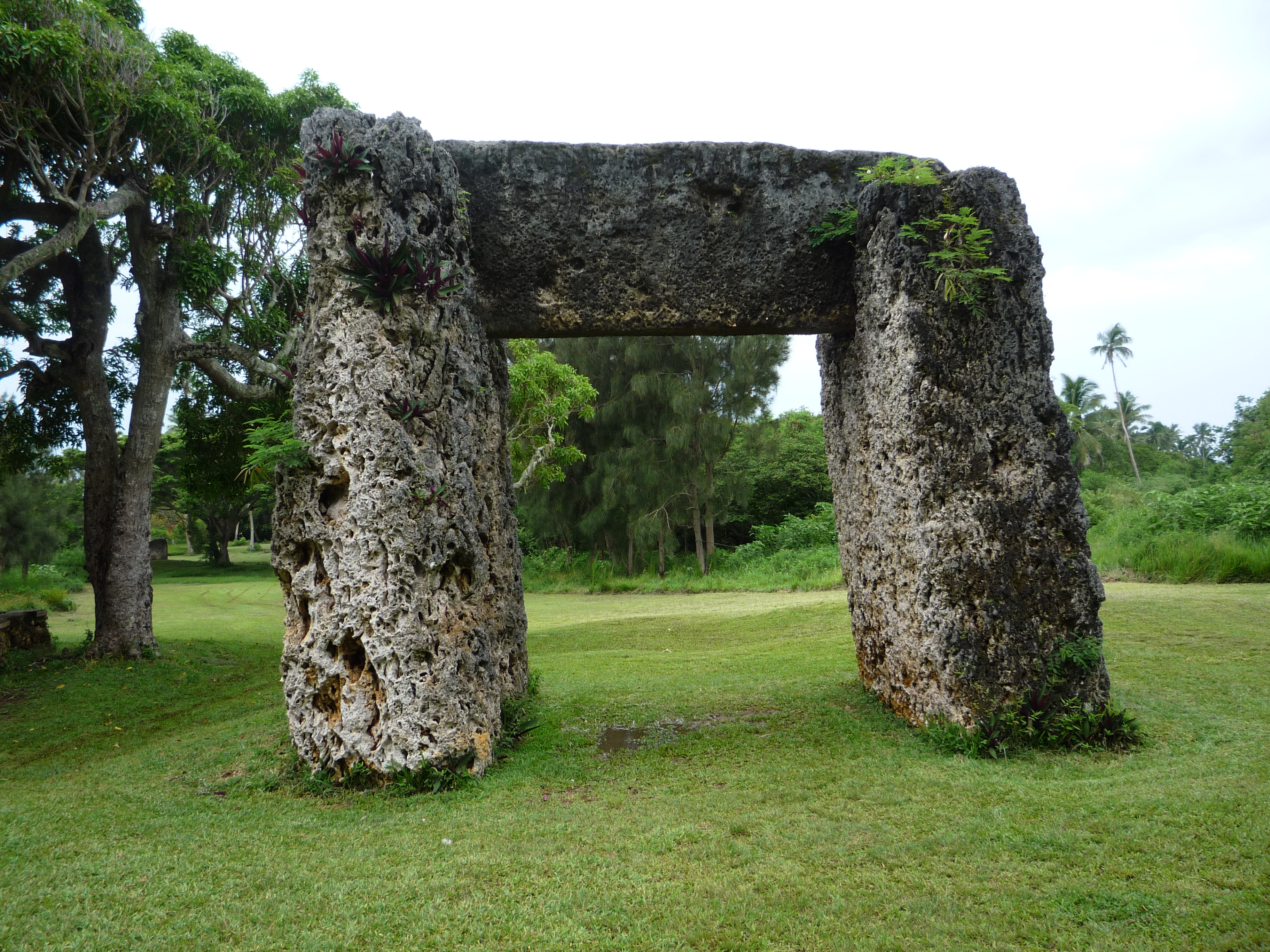
Ha'amonga 'a Maui (last van Maui), een trilithon van 5,2 m hoog, 1,4 m breed en 5,8 m lang. Een rechtopstaande steen weegt ca. 30-40 ton. Volgens de legende vervaardigd door de god Maui en per kano getransporteerd uit 'Uvea (Wallis). Door Churchward beschreven als een stenen monument van Tonga-tabu (Tongatapu), dat 'een ruim terrein open [laat] voor vragen'.

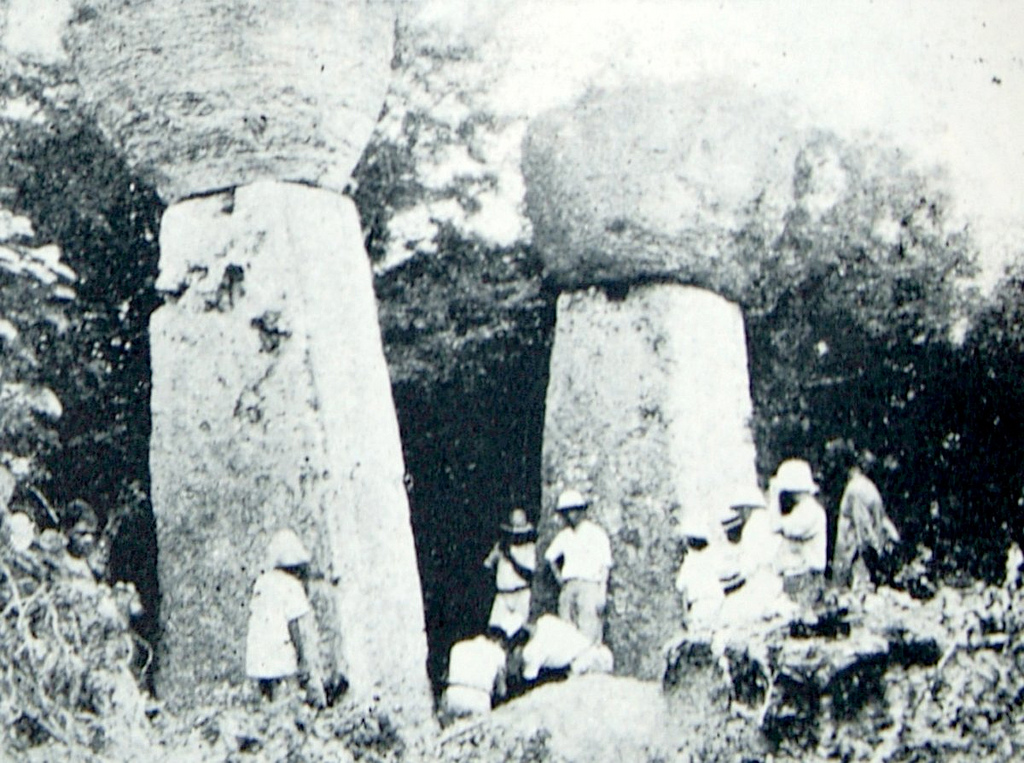
Guma Taga (huis van Taga), Tinian, Marianen. Taga was een legendarische Guam leider. De foto is van vóór 1902, toen bij een aardbeving de linker zuil omviel.

Volgens hem was er, waar nu Polynesië en Micronesië liggen, ooit een groot continent, de 'Tuin van Eden', waar 64.000.000 mensen, de Naacals, in drie door kanalen of zeeën gescheiden, vlakke landen woonden. De beschaving bloeide 50.000 jaar eerder dan en was technologisch vooruit op Churchwards eigen tijd. De oude beschavingen van India, Babylon, Perzië, Egypte en de Maya's waren slechts de overblijfselen van de kolonies van Mu.
Churchward dankte zijn kennis aan een oude Indiase priester, die hem in de oude, dode taal onderwees en verschillende oude tabletten liet zien, die door de Naacals geschreven waren, in Birma of Mu zelf. Churchward ging daarop andere overleveringen bestuderen en vond bewijzen dat ze te herleiden zijn tot Mu. Hij schreef er na 1926 nog verschillende boeken over.
Mu zou 12.000 jaar geleden ten onder gegaan zijn door 'het leeglopen van een serie geïsoleerde boven-gaskamers, waar het land op steunde en die vermoedelijk door spleten en scheuren met elkaar in verbinding stonden.' Tijdens het tot stand komen van de voornaamste gasgordels geraakten 'actieve beneden-kamers' overbelast 'waardoor in gesteenten erboven scheuren en spleten ontstonden.' Dan trokken de gassen naar steeds hogere holten in de aardbodem tot de boven-kamers 'lek' werden, de gassen ontsnapten, hoge vlammen aannamen en het land omsloten. '(..) het land stortte in naar de vloeren van de kamers, de wateren van de Stille Zuidzee spoelden er over heen en Mu was niet meer.' De overgebleven eilanden 'liggen boven de doorgangen tussen de kamers en niet boven de kamers zelf. Omdat er geen kamer onder hen was gingen ze niet ten onder. (..) dit verraderlijke gas [was] de directe oorzaak van de ondergang. (..) Op sommige plaatsen werd de oceaan duizenden meters diep.' Om de 'grote kuil van 5000 tot 6000 mijl lang en op zijn minst 2000 tot 3000 mijl breed' te vullen, daalde de zeespiegel en kwam veel land boven het water uit. 'Mu was niet het enige land dat in de Stille Oceaan zonk. Ook een reusachtig noordelijk gebied was ondergedompeld, en ook een kleiner stuk in het westen de Maleisische Archipel.'
De overlevenden hadden een hoge beschaving tijdens het paleolithicum, maar weinig ervaring in het maken van wapens en gereedschap. Hun opvolgers van het neolithicum waren bekwamer, maar hadden volgens Churchward een lagere beschaving: 'Ik sta niet alleen als ik zeg dat barbaarsheid uit beschaving voortkwam, en niet beschaving uit barbaarsheid.' Volgens Churchward was er een groot Uighurrijk in Midden-Azië, waarvan de overlevenden, nadat 'de oostelijke helft [van het rijk] werd verwoest door de wateren van de bijbelse 'Zondvloed' ' en de westelijke helft naar boven kwam, de voorvaderen waren van het Arische ras.

### Bewijzen
Volgens Churchward zijn er verschillende bewijzen voor het bestaan van Mu:
- de heilige tabletten van de Naacals in de Indiase tempel, die werden gevonden en ontcijferd met een geleerde priester. Er zouden beschrijvingen van de ondergang van Mu zijn in Mayax, Egypte en India.
- bewijzen van Mu uit andere oude geschriften: 
  - Ramayana. Valmiki vermeldt daarin van de Naacals als 'naar Birma komende uit het land van hun geboorte in het Oosten'. 'Ramayana, Deel I, blz. 342: De Maya-adepten, de Naacals, uitgaande van hun geboorteland in het oosten, als ambassadeurs van religie en lering, gingen eerst naar Birma en onderwezen daar de Naga's. Van Birma gingen zij naar de Decan in India, van waaruit zij hun godsdienst en lering naar Babylon en Egypte overbrachten.' en 'blz. 353: 'In zo ver verleden tijden toen de zon nog niet boven de horizon was verrezen, waren de Maya's machtige zeevaarders wier schepen van de westerse tot de oosterse oceanen voeren en van de zuidelijke tot de noordelijke zeeën. Zo bouwden zij, geleerde bouwmeesters als zij waren, ook grote steden en paleizen.'
  - twee 'ongeveer even oude' Maya boeken Troana Manuscript en Codex Cortesianus.[5][6]
  - Lhasa-verslag. 'Dit geschrift werd door een man die zichzelf als Paul Schliemann benoemde in de oude Boeddhistische Tempel van Lhasa, Tibet, ontdekt. Schliemann ontcijferde en vertaalde het.' [7]
  - 'honderden andere uit Egypte, Griekenland, Midden-Amerika, Mexico en de rotstekenigen in onze westelijke staten.'
- 'ruïnes die door hun ligging en de symbolen die ze versieren, van het werelddeel Mu (..) vertellen.' Ze zijn te vinden op het Paaseiland, Mangaia, Tonga-tabu, Panape en de Ladronen of Mariana-eilanden. Een verwoeste tempel bij Uxmal, in Yucatan zou inscripties hebben met 'Landen van het westen, waar zij vandaan kwamen' en een 'merkwaardige Mexicaanse Xochicalco-piramide ten zuidwesten van Mexico City' met 'landen van het westen'.
- een 'universaliteit van symbolen' uit verschillende landen en werelddelen, die zodanig identiek zijn 'dat zij alle uit één bron kwamen: Mu. Met betrekking tot de zondvloed citeert Churchward Frederick O'Briens Mystic Isles of the South Seas: 'In heel Polynesië zijn legenden over een wereldvloed waar maar weinigen aan ontkwamen.' En over een legende van Paaseiland: 'Dit kleine eiland maakte eens deel uit van een groot werelddeel (...)'[8] De Algonkin-Indianen hebben, volgens John Ballou Newboroughs Oahspe (1882), een overlevering waarin het machtige werelddeel Pan onder de wateren verdween.[9]

### William Niven
Churward nam in zijn boek de ontdekte, verzonken Mexicaanse steden en de vondst van 2600 stenen tabletten van de mineraloog William Niven op. Volgens Niven zijn er in de 'vallei van Mexico' van Texcoco tot Haluepantla 'duizenden leemgroeven'. Niven bepaalde zijn werkzaamheden tot een gebied van ca. 20 bij 10 mijl in het noordwestelijk deel van de grote vallei. Hij vond 'drie bestratingen', de eerste op een diepte van 3 meter, de tweede op 4,8 meter en de derde met een 'verzonken stad' op negen meter.  De afzetting ertussen bestond uit zand, grint en keien, maar de verzonken stad was ook bedekt met een laag vulkanische as. De stad ligt nu op een hoogte van 2100 meter boven de zeespiegel, maar volgens Churchward kon de afzetting van grint en keien alleen het gevolg zijn van vloedgolven en moet het gebied daarom pas later omhoog zijn gekomen. William Niven vond de stenen tabletten, 'die meer dan 12.000 jaar oud waren', 4 of 5 mijl ten noordwesten van Mexico-Stad. Tijdens verscheping naar de Verenigde Staten zouden ze verloren zijn gegaan. Wel werden er drukken van bewaard. Volgens Churchward gingen er velen over de ondergang van Mu.  
Churchwards kleinzoon Jack Churchward schreef The Stone Tablets of Mu (2014), met daarin voor het eerst opgenomen de Copies of Stone tablets Found bij William Niven at Santiago Ahuizoctla Near Mexico City (1927).

### Maya's
Volgens Churchward behoorden Yucatan en Midden-Amerika 'tot de oudste koloniën die door het Moederland gevestigd werden.' De 'Can-dynastie', met de slang als totem, eindigde met koningin Moo en haar broer en echtgenoot, prins Coh. De vrijmetselaar Augustus Le Plongeon en zijn vrouw Alice Dixon Le Plongeon hadden in 1875 informatie over hen gevonden in de Tempel van de Jaguar in Chichen Itza. Na het overlijden van Augustus, gaf zijn vrouw zijn papieren door aan Churchward, die goed met hen bevriend was. 'Zij [koningin Moo] bezocht 16.000 jaar geleden de Maya-Nijlkolonie in Egypte tijdens de eerste eeuw van haar bestaan, zoals in het Troana manuscript is vermeld.' Vóór de Can-dynastie was er de 'PPeu-dynastie', met de olifant als totem. Koning Quetzal van een blank ras was door een donker volk 'dat wij als Maya's kennen, verdreven. Uit bewijzen lijkt op te maken dat hij meer dan 34.000 jaar geleden leefde. Maar andere bewijzen schijnen hem aan te wijzen als tot een van de elf dynastieën te hebben behoord.' Volgens Rider Haggards Montezuma's Daughter 'voer hij [Quetzal] van de kusten van Anahuac naar het legendarische land Hapallan in een bootje van slangenvel.' De Azteekse overlevering zegt dat Quetzal naar een veraf gelegen land in het oosten zeilde en zich daar vestigde. 'Alle koningen en koninginnen van Mayax van de twaalf dynastieën waren van het blanke ras.'
De rooms-katholieke bisschop Landa, 'die de Spanjaarden onder Cortez in de zestiende eeuw begeleidde' zou in zijn Relacion de las Cosas hebben geschreven: 'De Maya priesters schreven boeken over hun wetenschappen (..) In deze boekdelen waren volledige gegevens over wat er in verschillende tijdperken was gebeurd en van verscheidene oorlogen, overstromingen, epidemieën, plagen, hongersnoden en zeer belangrijke gebeurtenissen.' Volgens Churchward  verbrandde Landa 'duizenden van deze boeken en zevenentwintig grote manuscripten op perkament. Hij verwoestte 5000 beelden en 197 vazen.'

### Kritiek
Volgens Martin Gardner staan Churchwards boeken vol met geologische en archeologische misvattingen en worden ze door wetenschappers gezien als een vervalsing. De archeoloog Stephen Williams noemde zijn geschriften pseudowetenschap. Volgens Gordon Stein ontbrak er een wetenschappelijke basis aan.